# Sam Houston Ship Channel Bridge
Die Sam Houston Ship Channel Bridge überbrückt den Houston Ship Channel in Harris County, Texas, USA. Sie ist der wichtigste Teil des Sam Houston Tollway, des östlichen Abschnitts des Beltway 8, einer autobahnähnlichen Ringstraße um Houston herum, und wird in der Bevölkerung deshalb oft nur Beltway 8 Bridge genannt.
Sie hat eine Durchfahrtshöhe von 53,3 m (175 ft) über eine Breite von 152,4 m (500 ft). Damit ist sie deutlich höher als die näher bei Houston gelegene und 9 Jahre ältere Sidney Sherman Bridge, die noch das erstmals in New York City angewandte Maß von 135 ft (41,15 m) hat, und fast so hoch wie die 178 ft hohe Fred Hartman Bridge (1995) weiter östlich.
Das einschließlich der Rampenbrücken 3,2 km lange Bauwerk liegt in einem Industriegebiet; die nördliche, knapp 914 m lange Auffahrt liegt neben einem Rangierbahnhof, die südliche, 1829 m (6000 ft) lange Zufahrtsbrücke führt über Tankanlagen, Rohrleitungen, Straßen und Eisenbahngleise.
Bei der Planung wurden bereits Vorkehrungen für eine zukünftige zweite parallele Brücke getroffen.
Das Gebiet ist durch Abpumpen von Wasser aus 60 bis 114 m Tiefe zwischen 1943 und 1973 um mehr als 2 m abgesunken. Bei der Planung mussten zu erwartende weitere Senkungen berücksichtigt werden.
Die Brücke wurde von Howard Needles Tammen & Bergendorff (HNTB) entworfen; Figg & Muller Engineers waren für die vom Auftragnehmer veranlassten Änderungen des Überbaus zuständig. Die Bauarbeiten begannen im Jahre 1980 und wurden im Mai 1982 beendet.
Die eigentliche Brücke ist eine 457,2 m (1500 ft) lange und 18 m breite Spannbetonbrücke mit einer 228,6 m (750 ft) weiten Hauptöffnung und zwei 114,3 m (375 ft) weiten Nebenöffnungen. Sie galt in Texas eine der ersten im Freivorbau errichteten Spannbetonbrücken der USA, wenn man von der Cable Bridge absieht, einer auf Vorschlag von Fritz Leonhardt 1978 errichteten Schrägseilbrücke. Dabei wurde aber die 1975 eröffnete Pine Valley Creek Bridge in Kalifornien übersehen.
Sie hat einen gevouteten, zweizelligen Hohlkasten mit trapezförmigen Querschnitt. Seine Bauhöhe von 13,10 m nimmt bis auf 3,66 m am Ende des Kragarms ab.
Ihre Stahlbeton-Pfeiler haben ebenfalls einen Hohlquerschnitt.
Die Rampenbrücken bestehen aus standardisierten, vorgefertigten Spannbeton-Balkenträgern mit 28,6 m (94 ft) bzw. 36,6 m (120 ft) Länge, die auf Jochen mit einer Querstrebe und zwei schlanken Stielen aufgelegt und mit einer dünnen Fahrbahnplatte aus Ortbeton abgedeckt sind.
Die Maut wird seit 2016 ausschließlich durch das in Houston übliche elektronische Mauterhebungssystem EZ TAG erhoben.
2018 begann man mit dem Bau der von Anfang an vorgesehenen zweiten Brücke. Eine 4-spurige Richtungsfahrbahn der Schrägseilbrücke soll 2021 fertig werden, die andere, die die jetzige Brücke ablösen wird, soll 2024 eröffnet werden.